# 蔣律武
蔣律武（？—？），清朝官員。監生出身。

## 生平
蔣律武於1836年（道光16年）接替趙秉湘，於臺灣府淡水廳艋舺縣丞一職（議敘），是大臺北地區的地方父母官。